# Christian Gottfried Friedrich Assmann

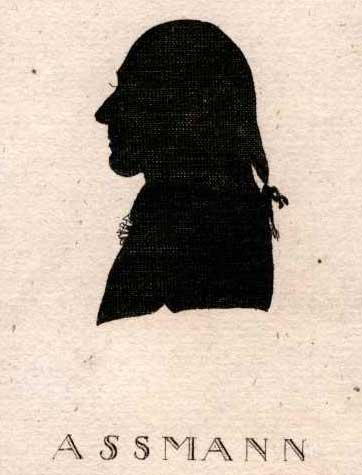
Christian Gottfried Friedrich Assmann

Christian Gottfried Friedrich Assmann, auch: Aßmann (* 27. Februar 1752 in Leipzig; † 19. Februar 1822 in Wittenberg) war ein deutscher Ökonomie- und Kameralwissenschaftler.

## Leben
Der Sohn des Leipziger Notars Johann Zacharias Aßmann, immatrikulierte sich, nach dem Besuch der Nikolaischule, im April 1768 an der Universität Leipzig. Er examinierte 1773 an der Juristenfakultät, um ein Jahr darauf als Hofmeister des jungen Barons von Gutschmied nach Dresden, dessen Söhne er fünf Jahre unterrichtete, zu gehen. Assmann hatte vornehmlich seine Studienjahre an der Universität Leipzig und der Bergakademie Freiberg verbracht. Zurückgekehrt nach Leipzig, las er als Magister legens über die Kameralwissenschaften, vornehmlich über Bergbau- und Hüttenwesen. Dennoch war diese Aufgabe nur ein außerordentliches Ordinat an der philosophischen Fakultät der Hochschule. 1782 nahm er die dritte Lehrerstelle in der Nikolaischule in Leipzig auf und nahm 1785 das Angebot für die neu gegründete ordentliche Professur für Ökonomie und Kameralwissenschaften an der Universität Wittenberg an.
Diese hat er am 1. September 1785 angetreten und konnte sich vor allem mit Kenntnissen zu Rechts-, den Naturwissenschaften und der Mineralogie auszeichnen. Seine Vorlesungen zu den Kameralwissenschaften behandelte er die Enzyklopädie, Methodologie, Bergbaukunde, Bergrecht, Mathematik und Architektur. Seine Kollegien blieben klein und trugen mehr den Charakter einer Unterhaltung, die er mit dem Vorzeigen von Modellen und Naturprodukten aus seinem Besitz veranschaulichte.
Assmann blieb der Universität Leipzig verbunden und besuchte als Deputierter die Jubiläums-Feierlichkeiten der Universität Leipzig 1809.
Nach Auflösung der Wittenberger Universität 1817, ließ er sich aus gesundheitlichen Gründen auf eigenen Wunsch mit einer angemessenen Pension in den Ruhestand versetzen und lebte dort als Privatgelehrter bis zu seinem Lebensende.

## Werkauswahl
- De eruditione metallicorum universa. Commentatio prima, quae auxiliaria tractat metallurgiae. Klaubarth, Leipzig 1782.
- Über das wissenschaftlicher Verfahren der Ökonomie. Sommer,  Leipzig 1785. (Digitalisat)